# Errori di felicità
Errori di felicità è il terzo album in studio del cantautore italiano Roberto Casalino, pubblicato nel 2018.

## Tracce
1. Errori di felicità (testo e musica di Roberto Casalino) – 3:42
2. Anche io te ne voglio (testo e musica di Roberto Casalino) – 3:25
3. Le mie giornate (testo e musica di Roberto Casalino) – 3:19
4. Ne vale davvero la pena (testo e musica di Roberto Casalino) – 3:10
5. Prato di orchidee (testo di Roberto Casalino; musica di Dario Faini e Roberto Casalino) – 4:01
6. Sgualcito cuore (testo di Roberto Casalino; musica di Niccolò Verrienti e Roberto Casalino) – 2:57
7. Giorni bui (testo di Roberto Casalino; musica di Massimo Greco e Roberto Casalino) – 2:54
8. Non sanno di niente (testo e musica di Roberto Casalino) – 3:15
9. Io non posso innamorarmi di te (testo e musica di Roberto Casalino) – 5:05
10. Il mio manifesto (testo e musica di Roberto Casalino) – 5:32

## Produzione
La pre-produzione è a cura di Marta Venturini e Roberto Casalino. Hanno suonato:
- Roberto Casalino: chitarre acustiche
- Marta Venturini: chitarre elettriche e acustiche, tastiere, synth, programmazioni
- Giovanni Pallotti: basso elettrico
- Davide Sollazzi: batteria, pianoforte
- Mario Gentili: violino, viola